# María Rybakova
María Aleksándrovna Rybakova (ruso: Мария Александровна Рыбакова; (Moscú, 1973) es una escritora rusa, nieta del escritor Anatoli Rybakov e hija de la crítica literaria Natáliya Ivánova. 
Con 17 años comenzó Filología Clásica en la Universidad de Moscú. Continuó sus estudios en la Universidad Humboldt, Alemania, donde se traslada a los 20 años y tras pasar una larga temporada en Berlín, realizó su tesis doctoral en la Universidad de Yale en 2004. Ha trabajado y viajado por diferentes lugares del mundo: Ginebra, Múnich, Tailandia y el norte de China. El año 2003 fue galardonada con el premio Sergéi Dovlatov al mejor cuento en idioma ruso.
El 2005 fue escritora residente en el Bard College. Entre los años 2006 y 2007 fue profesora en la Universidad Estatal de California, Long Beach. Finalmente, desde el otoño del año 2007 se desempeña en la Facultad de Filología y Humanidades en la Universidad Estatal de San Diego.

## Novelas
- "Анна Гром и ее призрак", 1999, El fantasma de Anna Grom
- "Братство проигравших", 2005 - (La fraternidad de los Perdedores)
- "Слепая речь", 2006. - (la palabra ciega)
- "The Child-snatching Demons of Antiquity: Narrative Traditions, Psychology and Nachleben" - tesis doctoral, Universidad de Yale, 2004.
- "Острый нож для мягкого сердца", 2009. - (el cuchillo agudo para el corazón blando)
- "Гнедич", Время, 2011.[1]
- "Черновик человека", Эксмо, 2014.